# Proliferación de algas

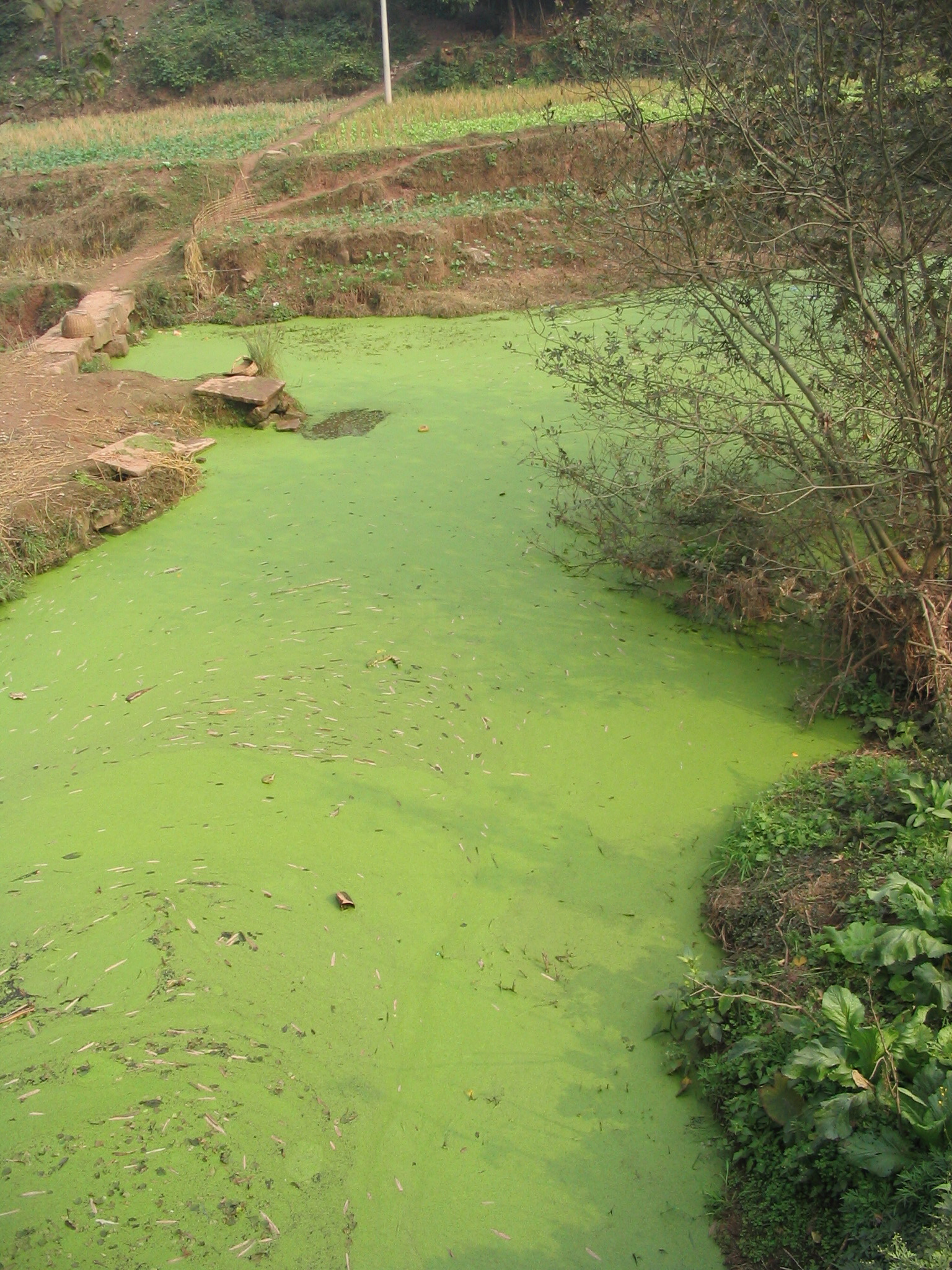
Las proliferaciones de algas pueden representar problemas para los ecosistemas y la sociedad humana.

Una proliferación de algas es un incremento rápido o acumulación de la población de algas en un sistema acuático. Las proliferaciones de algas pueden ocurrir tanto en medio ambientes de agua dulce como en sistemas marinos. En general, en una proliferación solo participa una o un número limitado de especies de fitoplancton, algunas proliferaciones pueden ser identificadas por la coloración del agua causada por la alta densidad de células pigmentadas. Si bien no existe un valor límite oficial, en general se considera que las algas se encuentran en una proliferación cuando su concentración es del orden de cientos a miles de células por mililitro, dependiendo de la virulencia del brote. Las concentraciones en una proliferación de algas pueden llegar hasta valores de millones de células por mililitro. A menudo las proliferaciones de algas son verdes, pero pueden tomar otras tonalidades tales como marrón-amarillento o rojo, dependiendo de las especie de algas involucradas. 
Las proliferaciones de color verde brillante son consecuencia de algas azul-verdosas, que en realidad son bacterias (cianobacteria). Las proliferaciones pueden también deberse a especies de macroalgas en lugar de fitoplancton. Estas proliferaciones son reconocibles por grandes conjuntos de algas que pueden ser depositados sobre la orilla costera. 
Un caso importante a destacar son las proliferaciones de algas nocivas, que son casos de proliferación de algas que involucran fitoplancton tóxico o nocivo tales como dinoflagelados del género Alexandrium y Karenia. Este tipo de proliferaciones a menudo toman coloraciones rojizas o amarronadas y son denominadas mareas rojas.

## Proliferaciones de algas en agua dulce
Las proliferaciones de algas en agua dulce son consecuencia de un exceso de nutrientes, particularmente fósforo. El exceso de nutrientes puede ser causado por fertilizantes que son incorporados al suelo para mejorar la producción agrícola o usos recreativos, estos nutrientes pueden incorporarse a los espejos de agua mediante escurrimiento de las aguas de superficie producto de precipitaciones o riego. También se sospecha que el exceso de carbono y nitrógeno pueden ser causas de proliferaciones.
Cuando los fosfatos se introducen en los sistemas acuáticos, las elevadas concentraciones dan lugar a un aumento del crecimiento de algas y plantas. Las algas tienden a crecer muy rápido en condiciones en las que abundan los nutrientes, pero cada alga posee una vida corta, y el resultado es una alta concentración de materia orgánica muerta que comienza a descomponerse. El proceso de descomposición consume el oxígeno disuelto en el agua, produciendo condiciones de hipoxia. En ausencia de cantidades apropiadas de oxígeno en el agua, los animales y las plantas fallecen en grandes cantidades.
Se pueden producir proliferaciones en acuarios de agua dulce cuando los peces son sobrealimentados y el exceso de nutrientes no es absorbido por las plantas. Estas condiciones en general no son dañinas para los peces, y es posible corregir esta situación mediante el recambio del agua en el tanque y reduciendo la cantidad de alimento que se provee.

### Tratamiento del agua
Las proliferaciones de algas a veces pueden tener lugar en los sistemas de suministro de agua para consumo. En tales circunstancias, las toxinas de la proliferación logran sobrevivir a los tratamientos estándar de purificación de agua. Investigadores en la Florida International University en Miami experimentan con el uso de ondas de ultrasonido de 640-kilohertz que generan zonas de micropresiones con temperaturas de hasta 3,700 °C. Este método permite romper algunas moléculas de agua formando fragmentos reactivos que pueden matar a las algas.

### Medición y supervisión
Las proliferaciones de algas pueden ser monitorizadas utilizando mediciones de la biomasa complementados con análisis de las especies que se presentan. Una medida muy utilizada es la de la concentración de clorofila algal y cianobacterial. Valores máximo de clorofila a para un lago oligotrófico son de 1-10 µg/l, mientras que en un lago eutrófico los niveles pueden alcanzar 300 µg/l. En casos de hipereutrofia, tales como en la Hartbeespoort Dam en Sudáfrica, se han llegado a medir valores máximos de clorofila de hasta 3,000 µg/l.

## Proliferaciones de algas nocivas

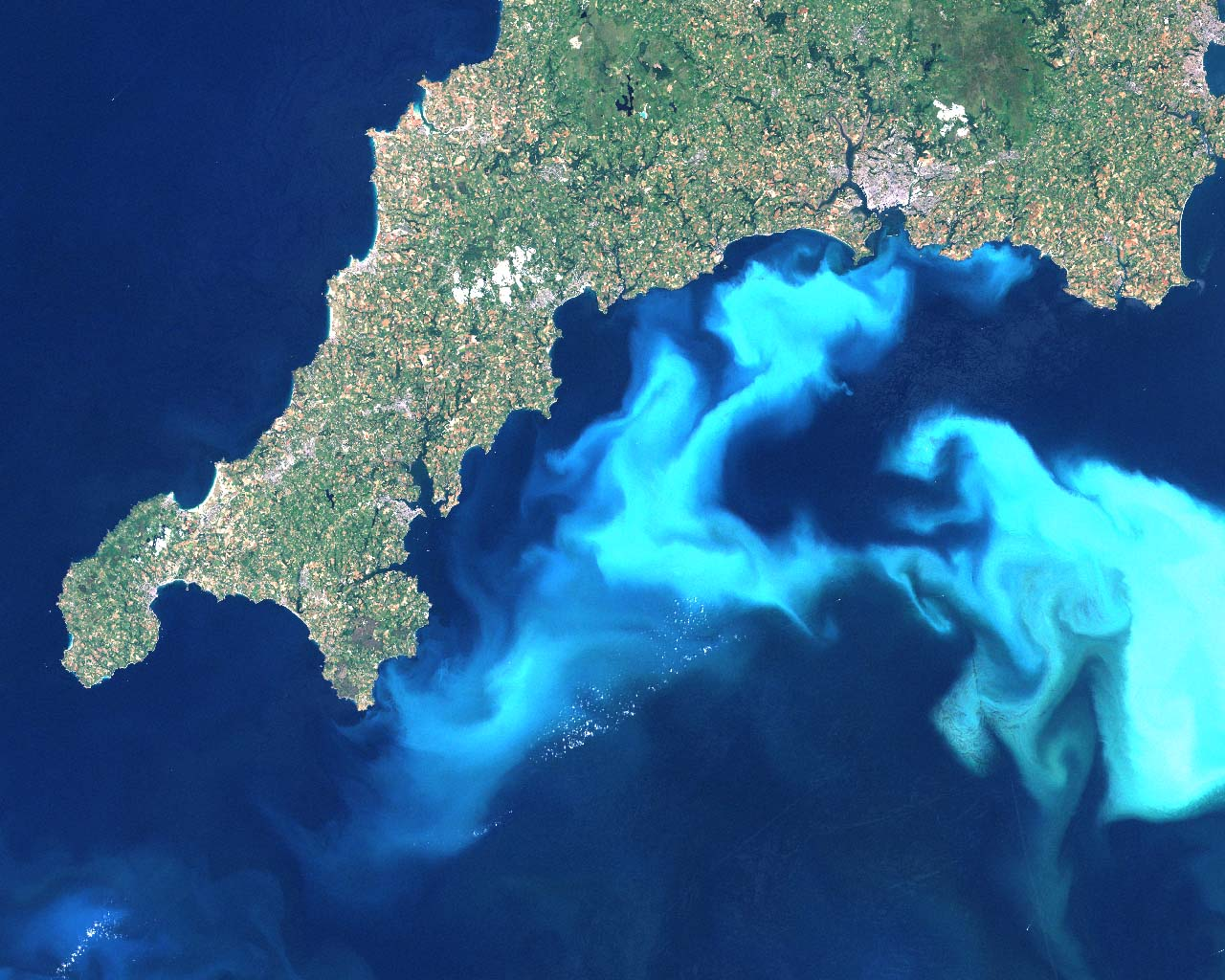
Proliferación de algas en proximidades de la costa sur de Inglaterra en 1999.

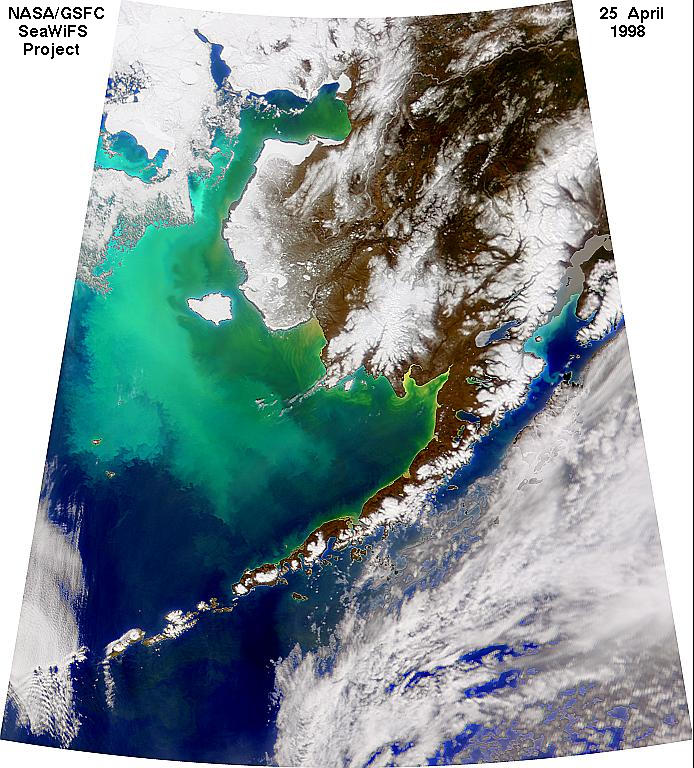
Imagen satelital de una gran proliferación de cocolitóforos en el mar de Bering en 1998.

Una proliferación de algas nocivas (HAB, por sus siglas en inglés o FAN por floración algal nociva) es una proliferación de algas que produce impactos negativos sobre otros organismos mediante la producción de toxinas naturales, daños mecánicos a otros organismos, o mediante otros procesos. A menudo las FANs están asociadas a eventos de mortalidad marina en gran escala y han estado asociados a contaminación de varios tipos de moluscos bivalvos.

### Antecedentes
En los ambientes marinos en forma natural habitan organismos unicelulares, microscópicos, símil-plantas, los cuales se desarrollan en las capas superiores de los espejos de agua caracterizados por buenos niveles de iluminación. Estos organismos, denominados fitoplancton o microalgas, constituyen la base de la cadena alimenticia de la cual dependen prácticamente todos los otros organismos marinos. De las más de 5000 especies de fitoplancton marino que existen en el mundo, aproximadamente el 2% es tóxica o nociva. Los "blooms" o efloraciones de algas dañinas pueden producir impactos importantes y variados sobre los ecosistemas marinos, dependiendo de las especies involucradas, el medioambiente en el cual se encuentran, y el mecanismo mediante el cual ejercen sus efectos negativos. Algunos ejemplos comunes nocivos de HABs son:
1. la producción de neurotoxinas que causan mortalidad masiva de peces, aves marinas y mamíferos marinos
2. dolencias humanas o muerte a causa del consumo de mariscos contaminados con algas tóxicas[8]
3. daño mecánico o físico a otros organismos, tales como el bloqueo de las branquias epiteliales en los peces, y la consecuente asfixia
4. consumo de oxígeno del agua, con la consecuente (hipoxia o anoxia) a causa de respiración celular y degradación bacterial.

A causa de sus impactos negativos económicos y sobre la salud, generalmente los HABs son seguidos con atención.
Los HABs ocurren en muchas regiones del mundo.  Por ejemplo en el Golfo de Maine con frecuencia acontecen blooms de dinoflagellate Alexandrium fundyense, un organismo que produce saxitoxina, la neurotoxina responsable de envenenamiento paralítico de bivalvos.  La conocida "marea roja de la Florida" se manifiesta en el Golfo de México y es una  HAB causada por la Karenia brevis, un dinoflagelado que produce brevetoxina.